# James Toseland
James Michael Toseland (Sheffield, 5 ottobre 1980) è un pilota motociclistico britannico ritiratosi dall'attività agonistica, campione mondiale Superbike nel 2004 e nel 2007.

## Biografia
Dal 2011 al 2020 è stato legato sentimentalmente alla cantautrice Katie Melua, con cui si era sposato il 1º settembre 2012 ai Kew Gardens di Londra.
Dopo il ritiro dalle corse ha iniziato una carriera nel mondo della musica, collaborando con i The Rainband per il singolo Rise Again dedicato alla memoria di Marco Simoncelli. Nel 2013 ha fondato la band Toseland con cui ha prodotto due dischi, Renegade e Cradle The Rage.

## Carriera

### Gli inizi

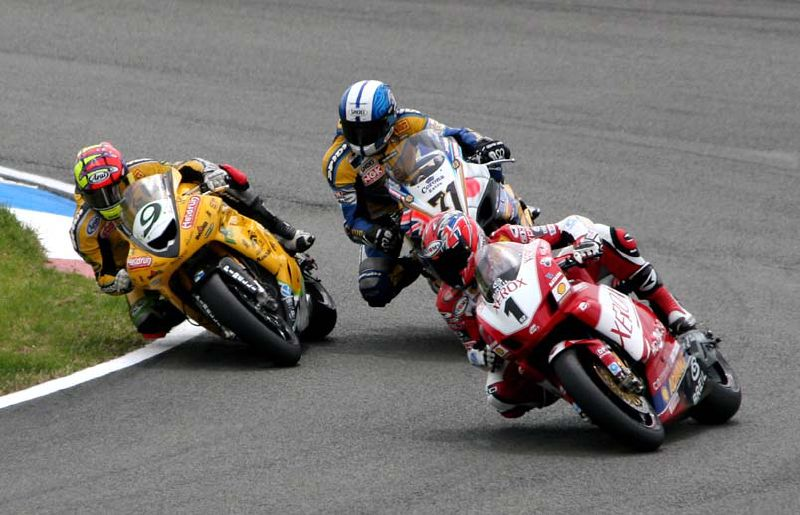
Toseland (1, su Ducati) precede Chris Walker (9, su Kawasaki) e Yukio Kagayama (71 su Suzuki) durante una gara del Campionato mondiale Superbike 2005.

Ha iniziato a correre nel 1989 nel trial, categoria in cui ha gareggiato fino al 1993, iniziando però già dal 1991 a dedicarsi al motocross, dove vince il campionato nazionale juniores classe 100 nel 1992. Nel 1994 si dedica alle gare su pista vincendo il campionato junior di velocità nel 1995. Nel 1997 corre nel campionato inglese superbike, dove si fa apprezzare per il suo stile di guida già aggressivo e completo all'età di 17 anni in sella ad una Honda 600. Epico il duello con Crawford e Whitby sul circuito di Brands Hatch. Quell'anno, all'esordio, arriverà terzo. Nella stessa stagione ottiene un podio nel campionato Europeo.
James Toseland dispone di una singolare caratteristica, che lo distingue dai colleghi: è infatti diplomato in pianoforte. La circostanza gli vale spesso l'appellativo de "il pianista" da parte della stampa sportiva. All'età di 18 anni viene catapultato nel campionato mondiale supersport in sella ad una Honda CBR 600F, quella del team Castrol Honda, ottenendo alla fine un 18º posto nel 1998 e un 11º posto nel 1999 nella classifica finale.

### Mondiale Superbike
Nel 2000 passa al campionato britannico Superbike, dove ottiene un 12º posto finale a causa di un grave infortunio che lo trattenne per metà della stagione. Ma le sue doti vennero apprezzate dal team GSE che lo chiama per la sua avventura nel mondiale Superbike. Le due annate terminano con un 13º posto finale nel 2001 e con un 7º e il suo primo podio ad Assen nel 2002. Nel 2003, con la Ducati 998F02, ottiene la sua prima vittoria ad Oschersleben dopo un duello con Neil Hodgson, e la sua prima pole sul circuito di Magny Cours. In quell'anno finisce quasi sempre tra i primi 6 in gara, classificandosi terzo nella graduatoria finale piloti.
Nel 2004 vince il campionato mondiale Superbike davanti al compagno di squadra Régis Laconi all'ultima gara, sempre sul tracciato di Magny Cours. Lo stesso anno è stato eletto sportivo dell'anno nel Regno Unito. Nel 2005 corre con il team Xerox Ducati ma non riesce a difendere il titolo. Nel 2006 passa al team Ten Kate in sella ad una Honda CBR 1000RR e nel 2007, con la stessa moto e squadra, è riuscito ad aggiudicarsi il suo secondo alloro mondiale superbike, ancora all'ultima gara di Magny Cours.

### La parentesi in MotoGP
Nel 2008 viene ingaggiato dal team Tech 3, il compagno di squadra è Colin Edwards. Toseland fa il debutto in MotoGP, cogliendo come miglior risultato sei sesti posti (Qatar, Spagna, Italia, Catalogna, San Marino e Australia) e terminando la stagione all'11º posto con 105 punti. Nel 2009 ottiene come miglior risultato tre sesti posti (Olanda, Gran Bretagna e Indianapolis) e termina la stagione al 14º posto con 92 punti. 

### Ritorno in Superbike e ritiro
Il 1º ottobre 2009 viene annunciata la sua partecipazione nel 2010 al campionato mondiale Superbike con una Yamaha YZF-R1 del team Yamaha Sterilgarda. Il suo ritorno nel mondiale per le derivate dalla serie non è molto positivo, ottiene solo quattro podi guadagnandosi la nona posizione nella graduatoria mondiale con 187 punti, sorpassato nelle gerarchie di squadra anche dal giovane Cal Crutchlow. Per la stagione 2011 si trasferisce nel team BMW Motorrad Italia: prende parte solo a cinque Gran Premi racimolando qualche punto. Sempre nel 2011, è tra i piloti iscritti nel Campionato Italiano Superbike, senza poi di fatto prendere parte ad alcuna delle otto gare in calendario.
Il 9 settembre 2011 annuncia il suo ritiro dalle competizioni motoristiche, dopo aver constatato che il danno all'articolazione del polso destro, procuratosi in una caduta in un test ad Aragon a marzo, è irreversibile.

## Risultati in gara

### Campionato mondiale Supersport
| 1998 | Moto  |     |    |  |  |    |    |     |   |    |     |  | Punti | Pos. |
| ---- | ----- | --- | -- |  |  | -- | -- | --- | - | -- | --- |  | ----- | ---- |
| 1998 | Honda | Rit | NQ |  |  | NP | 10 | Rit | 8 | 12 | Rit |  | 18    | 19º  |

| 1999 | Moto  |   |   |    |   |    |    |    |   |     |   |    | Punti | Pos. |
| ---- | ----- | - | - | -- | - | -- | -- | -- | - | --- | - | -- | ----- | ---- |
| 1999 | Honda | 6 | 8 | 11 | 9 | 13 | 13 | 11 | 7 | Rit | 7 | 22 | 59    | 11º  |

| Legenda | 1º posto        | 2º posto            | 3º posto           | A punti      | Senza punti        | Grassetto – Pole position Corsivo – Giro più veloce |
| Legenda | Gara non valida | Non qual./Non part. | Ritirato/Non class | Squalificato | '-' Dato non disp. | Grassetto – Pole position Corsivo – Giro più veloce |

### Campionato mondiale Superbike
| 2001 | Moto   |     |   |    |     |    |    |    |    |     |     |   |     |     |    |    |   |    |   |    |   |    |    |    |   |     |    |  |  | Punti | Pos. |
| ---- | ------ | --- | - | -- | --- | -- | -- | -- | -- | --- | --- | - | --- | --- | -- | -- | - | -- | - | -- | - | -- | -- | -- | - | --- | -- |  |  | ----- | ---- |
| 2001 | Ducati | Rit | 9 | 14 | Rit | 14 | AN | 11 | 16 | Rit | Rit | 8 | Rit | Rit | 17 | 11 | 8 | 10 | 7 | 11 | 6 | 10 | 12 | 10 | 8 | Rit | NP |  |  | 91    | 13º  |

| 2002 | Moto   |    |    |   |   |   |   |   |    |   |     |    |   |   |   |   |     |   |   |   |     |   |   |   |   |   |   |  |  | Punti | Pos. |
| ---- | ------ | -- | -- | - | - | - | - | - | -- | - | --- | -- | - | - | - | - | --- | - | - | - | --- | - | - | - | - | - | - |  |  | ----- | ---- |
| 2002 | Ducati | 12 | 10 | 8 | 7 | 6 | 8 | 9 | 11 | 5 | Rit | 10 | 9 | 7 | 7 | 8 | Rit | 9 | 6 | 9 | Rit | 6 | 8 | 6 | 3 | 6 | 6 |  |  | 195   | 7º   |

| 2003 | Moto   |   |   |    |   |   |   |   |   |   |   |   |   |   |     |   |     |   |   |   |     |     |     |   |   |  |  |  |  | Punti | Pos. |
| ---- | ------ | - | - | -- | - | - | - | - | - | - | - | - | - | - | --- | - | --- | - | - | - | --- | --- | --- | - | - |  |  |  |  | ----- | ---- |
| 2003 | Ducati | 4 | 3 | SQ | 5 | 3 | 5 | 4 | 5 | 3 | 1 | 2 | 4 | 2 | Rit | 3 | Rit | 6 | 3 | 4 | Rit | Rit | Rit | 5 | 2 |  |  |  |  | 271   | 3º   |

| 2004 | Moto   |   |   |   |     |    |   |   |   |   |   |     |   |   |   |   |     |   |   |   |   |   |   |  |  |  |  |  |  | Punti | Pos. |
| ---- | ------ | - | - | - | --- | -- | - | - | - | - | - | --- | - | - | - | - | --- | - | - | - | - | - | - |  |  |  |  |  |  | ----- | ---- |
| 2004 | Ducati | 1 | 2 | 3 | Rit | 10 | 6 | 2 | 2 | 2 | 2 | Rit | 5 | 4 | 2 | 7 | Rit | 1 | 2 | 3 | 2 | 1 | 2 |  |  |  |  |  |  | 336   | 1º   |

| 2005 | Moto   |   |   |    |     |   |    |   |   |   |   |   |   |   |   |     |   |   |   |   |    |   |    |   |   |  |  |  |  | Punti | Pos. |
| ---- | ------ | - | - | -- | --- | - | -- | - | - | - | - | - | - | - | - | --- | - | - | - | - | -- | - | -- | - | - |  |  |  |  | ----- | ---- |
| 2005 | Ducati | 6 | 6 | 14 | Rit | 8 | 19 | 3 | 5 | 3 | 1 | 4 | 4 | 2 | 8 | Rit | 7 | 2 | 3 | 4 | 11 | 4 | AN | 3 | 6 |  |  |  |  | 254   | 4º   |

| 2006 | Moto  |   |   |   |   |   |    |     |   |   |   |   |   |   |   |   |   |    |   |   |   |   |   |   |   |  |  |  |  | Punti | Pos. |
| ---- | ----- | - | - | - | - | - | -- | --- | - | - | - | - | - | - | - | - | - | -- | - | - | - | - | - | - | - |  |  |  |  | ----- | ---- |
| 2006 | Honda | 1 | 4 | 3 | 2 | 9 | 11 | Rit | 5 | 3 | 3 | 2 | 8 | 2 | 5 | 2 | 5 | 10 | 9 | 9 | 1 | 2 | 5 | 1 | 3 |  |  |  |  | 336   | 2º   |

| 2007 | Moto  |   |   |   |   |   |     |   |   |   |   |   |   |   |    |   |   |   |   |   |   |   |   |   |    |   |   |  |  | Punti | Pos. |
| ---- | ----- | - | - | - | - | - | --- | - | - | - | - | - | - | - | -- | - | - | - | - | - | - | - | - | - | -- | - | - |  |  | ----- | ---- |
| 2007 | Honda | 2 | 1 | 2 | 1 | 1 | Rit | 5 | 1 | 1 | 2 | 4 | 2 | 8 | AN | 4 | 6 | 1 | 2 | 1 | 1 | 9 | 4 | 3 | 11 | 7 | 6 |  |  | 415   | 1º   |

| 2010 | Moto   |     |    |   |   |   |   |   |   |   |     |   |   |   |     |    |     |   |   |   |   |     |   |     |     |     |     |  |  | Punti | Pos. |
| ---- | ------ | --- | -- | - | - | - | - | - | - | - | --- | - | - | - | --- | -- | --- | - | - | - | - | --- | - | --- | --- | --- | --- |  |  | ----- | ---- |
| 2010 | Yamaha | Rit | 10 | 7 | 6 | 3 | 7 | 2 | 3 | 2 | Rit | 7 | 6 | 9 | Rit | 10 | Rit | 7 | 4 | 8 | 5 | Rit | 8 | Rit | Rit | Rit | Rit |  |  | 187   | 9º   |

| 2011 | Moto |    |    |  |  |  |  |    |    |    |    |  |  |  |  |  |  |    |    |    |     |  |  |  |  |  |  |  |  | Punti | Pos. |
| ---- | ---- | -- | -- |  |  |  |  | -- | -- | -- | -- |  |  |  |  |  |  | -- | -- | -- | --- |  |  |  |  |  |  |  |  | ----- | ---- |
| 2011 | BMW  | 17 | 14 |  |  |  |  | NP | NP | 15 | NP |  |  |  |  |  |  | 12 | 13 | 13 | Rit |  |  |  |  |  |  |  |  | 13    | 22º  |

| Legenda | 1º posto        | 2º posto            | 3º posto           | A punti      | Senza punti        | Grassetto – Pole position Corsivo – Giro più veloce |
| Legenda | Gara non valida | Non qual./Non part. | Ritirato/Non class | Squalificato | '-' Dato non disp. | Grassetto – Pole position Corsivo – Giro più veloce |

### Motomondiale
| 2008 | Classe | Moto   |   |   |   |    |     |   |   |    |   |    |   |    |   |    |    |   |     |    | Punti | Pos. |
| ---- | ------ | ------ | - | - | - | -- | --- | - | - | -- | - | -- | - | -- | - | -- | -- | - | --- | -- | ----- | ---- |
| 2008 | MotoGP | Yamaha | 6 | 6 | 7 | 12 | Rit | 6 | 6 | 17 | 9 | 11 | 9 | 13 | 6 | 18 | 11 | 6 | Rit | 11 | 105   | 11º  |

| 2009 | Classe | Moto   |    |   |    |   |   |    |   |    |    |   |   |   |    |   |    |    |    |  | Punti | Pos. |
| ---- | ------ | ------ | -- | - | -- | - | - | -- | - | -- | -- | - | - | - | -- | - | -- | -- | -- |  | ----- | ---- |
| 2009 | MotoGP | Yamaha | 16 | 9 | 13 | 9 | 7 | 13 | 6 | SQ | 10 | 6 | 9 | 6 | 10 | 9 | 14 | 15 | 12 |  | 92    | 14º  |

| Legenda | 1º posto        | 2º posto            | 3º posto            | A punti      | Senza punti        | Grassetto – Pole position Corsivo – Giro più veloce |
| Legenda | Gara non valida | Non qual./Non part. | Ritirato/Non class. | Squalificato | '-' Dato non disp. | Grassetto – Pole position Corsivo – Giro più veloce |